# Carl Pruscha
Carl Pruscha (* 10. Juni 1936 in Innsbruck) ist ein österreichischer Architekt und war Rektor der Akademie der bildenden Künste Wien von 1988 bis 2001.

## Leben
Carl Pruscha studierte zwischen 1955 und 1960 Architektur an der Wiener Akademie der bildenden Künste bei Lois Welzenbacher und Roland Rainer und anschließend bis 1964 an der Harvard University. Danach war er zehn Jahre lang als UNO und UNESCO-Berater der nepalesischen Regierung für Raumplanung in Nepal. Nach einem Lehraufenthalt in den USA wurde er 1978 als Professor für Planungsgrundlagen und Gebäudeforschung an die Akademie der bildenden Künste berufen. 
Von 1988 bis 2001 war Carl Pruscha Rektor der Akademie. Unter seiner Ägide wurde die Lehre neu strukturiert und das Angebot der Akademie erweitert. Verschiedene räumliche Erweiterungsprojekte für die Akademie wurden realisiert, wie die Errichtung des Akademiehofes in der Makartgasse und die Sanierung des Semper-Depots.
2001 wechselte er auf den Lehrstuhl für Entwurf und Habitat, Environment & Conservation. 2004 wurde er emeritiert.

## Auszeichnungen
- 1986: mit Heinz Tesar und Otto Häuselmayer: Österreichischer Bauherrenpreis 1986 für die Wohnsiedlung Biberhaufenweg 15
- 1997: mit S. Müller: Österreichischer Bauherrenpreis 1997 für die Sanierung des Semper-Depots
- 1998: Österreichisches Ehrenzeichen für Wissenschaft und Kunst
- 2005: Österreichischer Bauherrenpreis 2005 für das MQ-West
- 2006: Ehrensenator der Wiener Akademie der bildenden Künste
- 2008: Goldenes Ehrenzeichen für Verdienste um das Land Wien

## Werke
- 1970: CEDA - Tribhuvan University, Kathmandu, Nepal
- 1985: Siedlung Biberhaufenweg 15 in Wien, Bezirk XXII (mit Heinz Tesar und Otto Häuselmayer)
- 1986–1988: Kunsthaus Horn in Horn, Altes Piaristenkolleg, Umbau, Restaurierung
- 1991: Wohnanlage Traviatagasse 21–29, Wien 23
- 1995: mit S. Müller: Sanierung des Semper-Depots in Wien
- 2005: Bibelzentrum in Wien